# Monasterio Solovetski
El monasterio Solovetski (en ruso: Соловéцкий монасты́рь) fue la mayor ciudadela de la Cristiandad en el norte de Rusia antes de ser convertido en una prisión y campo de concentración soviético especial (1926-1939), que sirvió como prototipo del sistema Gulag. Situado en las islas Solovetski en el mar Blanco, el monasterio pasó por muchos cambios de fortuna y sitios militares. Sus estructuras más importantes datan del siglo XVI, cuando Filip Kolychov fue su hegúmeno.

## Historia

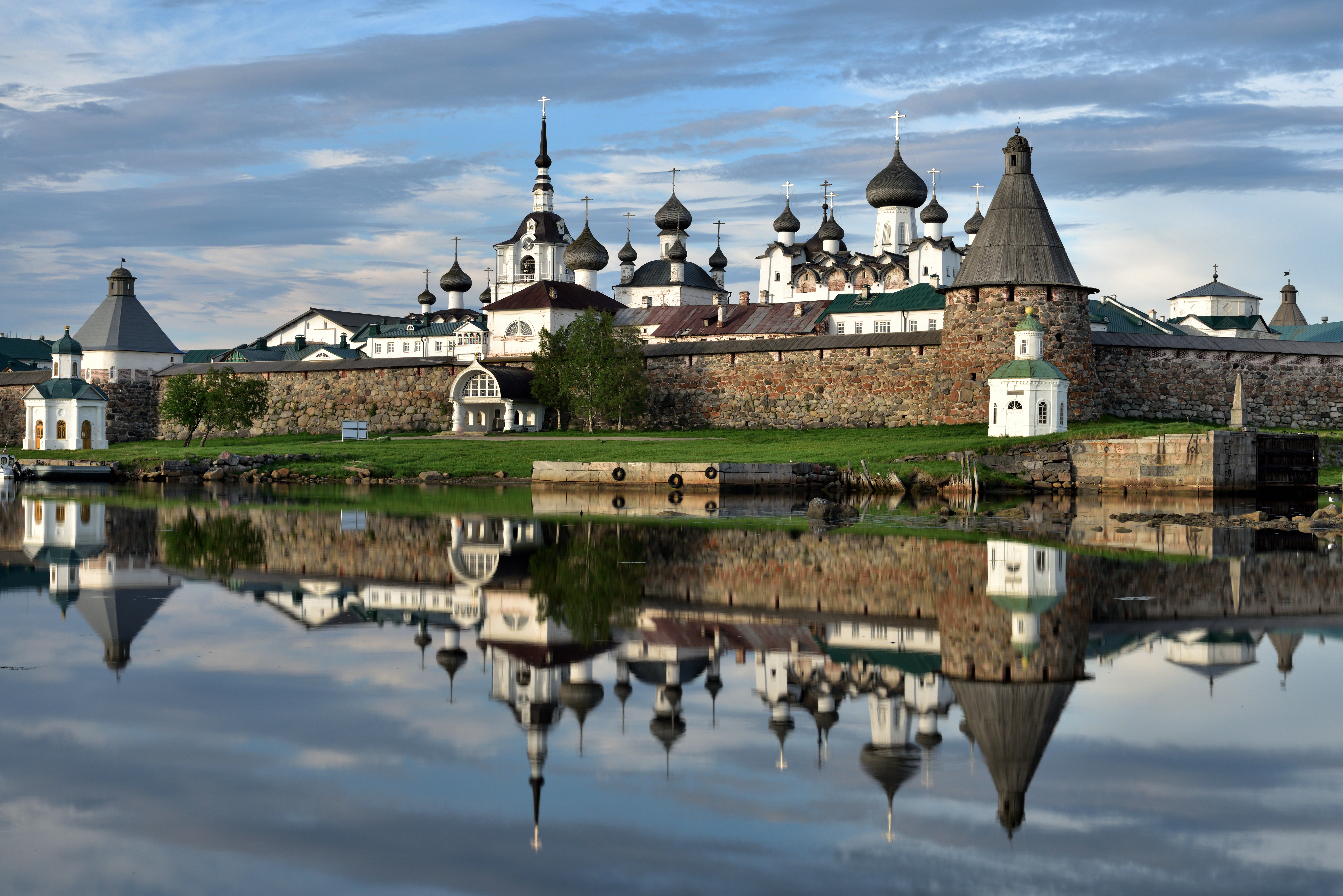
El conjunto del monasterio.

El monasterio Solovetski fue fundado a finales de 1429 por los monjes Guerman (Germán) y Savvati (Sabacio), del monasterio Kirilo-Belozerski en el pequeño archipiélago de Solovkí. En los siglos XV y XVI, cuando la novgorodense Marfa Borétskaya donó sus tierras en Kem y Sumski Posad (Сумский Посад) al monasterio en 1450, el monasterio rápidamente amplió sus fincas, que estaban situadas en las orillas del Mar Blanco y los ríos que desembocan en él. El monasterio Solovetski extendió su actividad productiva y comercial, convirtiéndose en un centro económico y político de la región del mar Blanco. Los archimandritas del monasterio eran nombrados por el propio zar y el patriarca. Pedro el Grande visitó las islas Solovkí en 1694. 
La actividad económica del monasterio Solovetski incluía salinas (en los años 1660 le pertenecían 54), producción de marisco, trampas, pesca, trabajos de mica, hierro, perlas, etc., que ocupaban a muchas personas dependientes del monasterio.       
En el siglo XVII, el monasterio Solovetski tenía alrededor de 350 monjes, 600-700 sirvientes, artesanos y campesinos. En los años 1650 y 1660, el monasterio era uno de los bastiones de los viejos creyentes o raskólniki. La Sublevación del monasterio de Solovetski de 1668-1676 estaba dirigida contra la Reforma de Nikon llevada a cabo por el Patriarca de Moscú y toda Rus Nikon y adquirió una naturaleza anti-feudal.  En 1765, el monasterio Solovetski se convirtió en stauropégico (del griego stauros significa «cruz» y pegio significa «afirmar»), esto es, subordinado directamente al Sínodo.

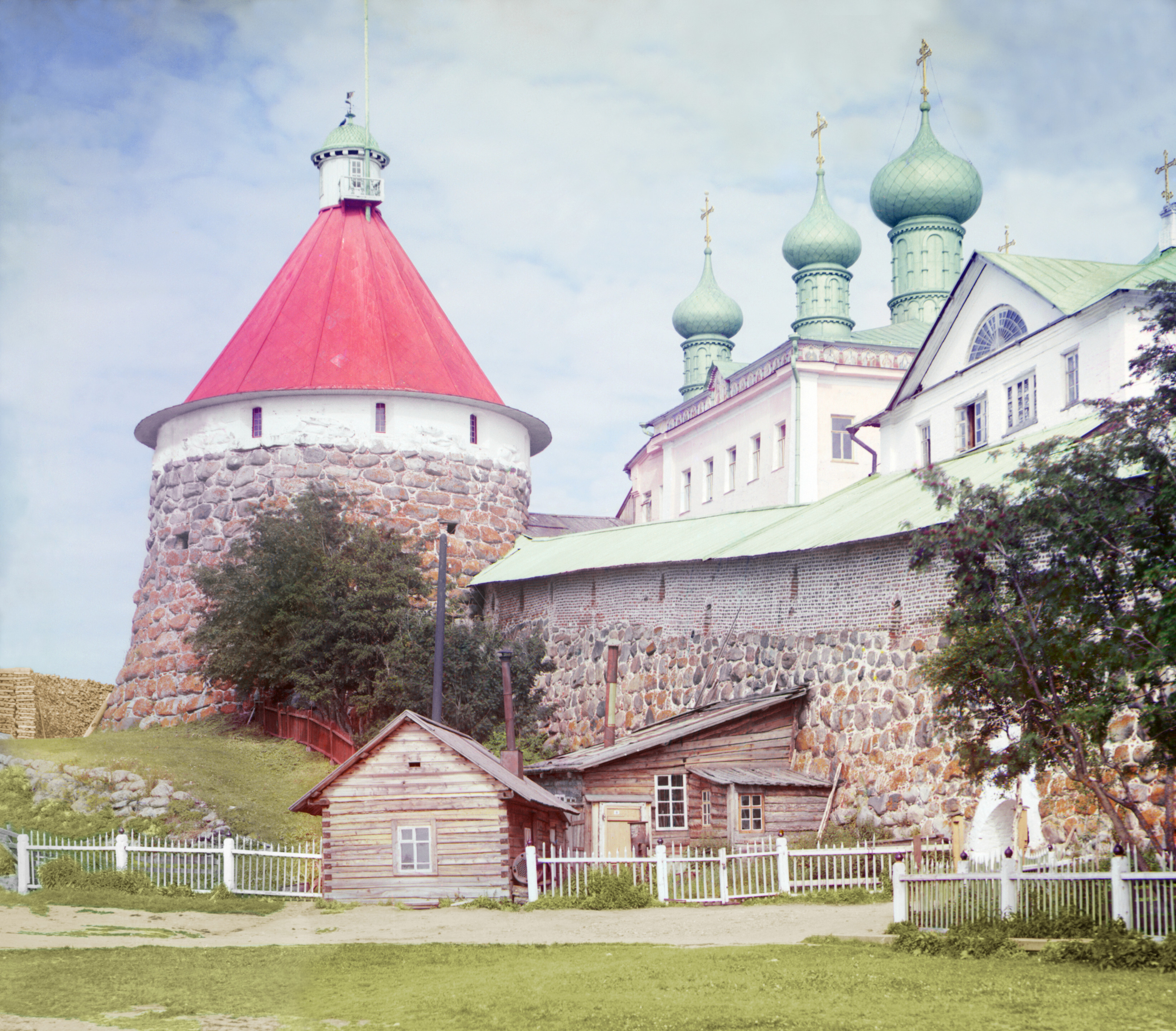
Una de las torres del monasterio en 1915, fotografiado por Serguéi Prokudin-Gorski.

Junto con los ostrógs Sumski (Сумский острог) y Kemski, el monasterio Solovetski representó una importante fortaleza fronteriza con docenas de cañones y una guarnición. 
En los siglos XVI y XVII, el monasterio resistió con éxito toda una serie de ataques de los Caballeros Portaespadas y de los suecos (en 1571, 1582 y 1611). Durante la guerra de Crimea este monasterio fue atacado por tres barcos ingleses. Después de 9 horas de cañoneo los días 6 y 7 de julio, los barcos se marcharon con las manos vacías. Entre el XVI y el XX, el monasterio fue también un lugar de exilio para los que se oponían a la autocracia y a la ortodoxia oficial y un centro de cristianización en el norte de Rusia. El monasterio tenía también un enorme depósito de manuscritos y libros antiguos.
El orgullo de los monjes era el jardín del monasterio que tenía muchas plantas exóticas, como las rosas silvestres tibetanas entregadas a los monjes por Agván Dorzhíev, un famoso lama buriato que era miembro del Karshog tibetano (gobierno) durante los tiempos del gran 13º dalái lama.  
Después de la Revolución bolchevique, las autoridades soviéticas cerraron el monasterio e incorporaron muchos de sus edificios al Solovkí, uno de los primeros campos de trabajos forzados del Gulag durante los años 1920 y 1930. El campo se usó principalmente para talar árboles, y cuando los árboles se acabaron, el campo se cerró. Antes de la SGM, se abrió una escuela de cadetes en la isla.

## Plano

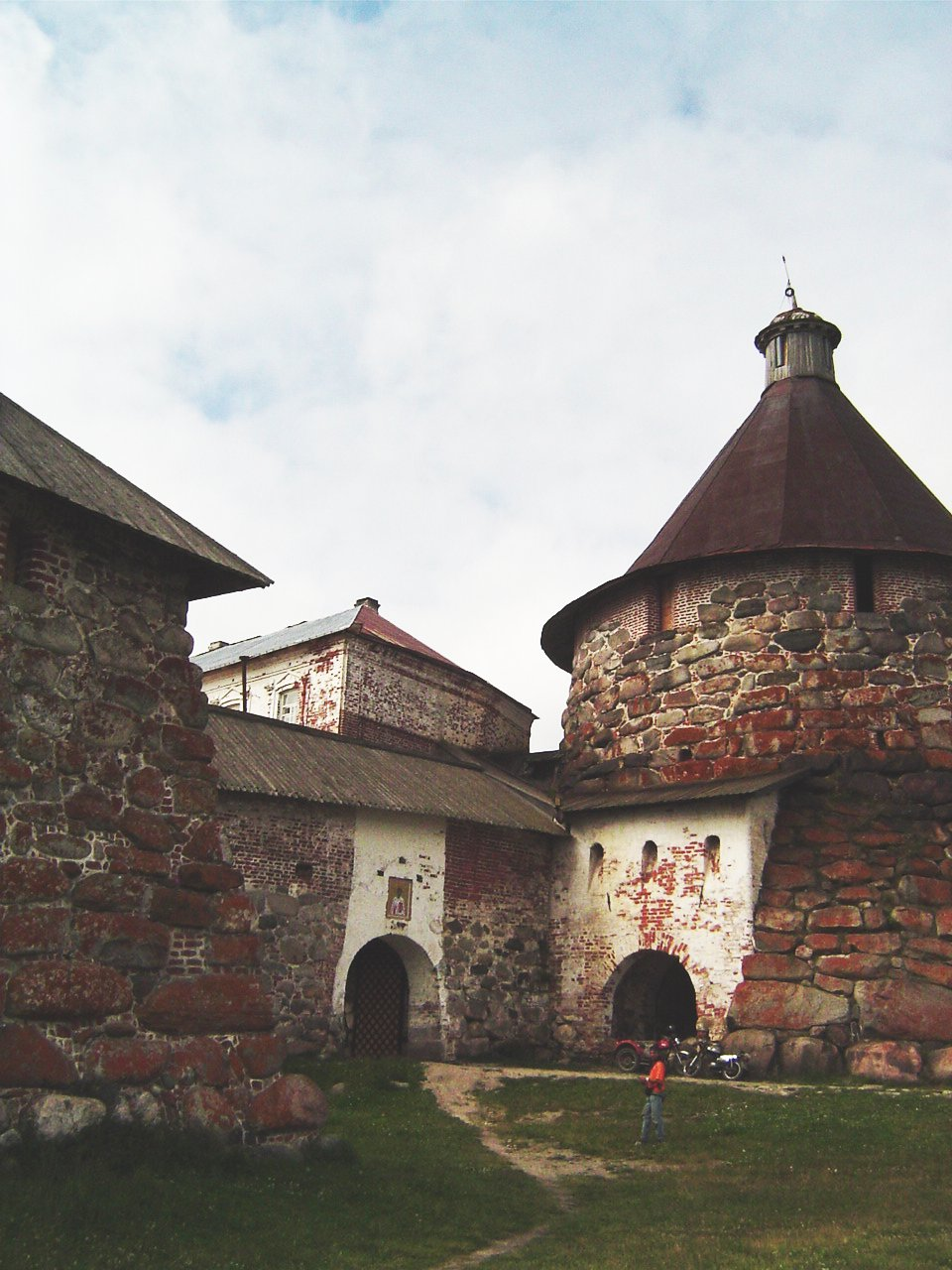
Otra torre (2004).

El conjunto arquitectónico del monasterio Solovetski se encuentra en las orillas de la bahía Prosperidad (бухта Благополучия) en la isla Solovetski. El territorio del monasterio Solovetski está rodeado por macizas murallas (con una altura de 8 a 11 m, anchura de 4 a 6 m) con 7 puertas y 8 torres (construidas en 1584-1594 por un arquitecto llamado Trifon), hecho principalmente con enormes cantos rodados de hasta 5 m de largo. Hay también edificios religiosos en los terrenos del monasterio (los principales están conectados entre sí con pasajes en arco y techados), rodeados por múltiples edificios domésticos y edificios de habitación, incluyendo un refectorio (de 500 metros cuadrados) con la catedral ortodoxa Uspenski (construida en 1552-1557), la catedral de Preobrazhenski (1556-1564), la iglesia de la Anunciación (1596-1601), cámaras de piedra (1615), molino de agua (a principios del siglo XVII), campanario (1777) y la iglesia de San Nicolás (1834).  
Hoy, el monasterio Solovetski es un museo histórico y arquitectónico. Es uno de los primeros lugares de Rusia que se inscribió como lugar Patrimonio de la Humanidad de la Unesco. Hay de nuevo una pequeña hermandad de monjes en el monasterio y tiene hoy alrededor de diez monjes. Durante los últimos años el monasterio ha sido intensamente reparado, pero aún está siendo reconstruido.